# 곤제역
곤제역(昆弟驛, Gonje station)은 경기도 의정부시 용현동에 위치한 의정부 경전철의 전철역이다.

## 역사
- 2012년 7월 1일 : 의정부 경전철 발곡 ~ 탑석 구간 개통

## 역 구조
2면 2선의 상대식 승강장이 있는 지상역이며, 스크린도어가 설치되어 있다.

#### 승강장
| 효자↑ |
| \| 상 |
| ↓어룡 |

| 상행 | ● 의정부 경전철 | 경기도청 북부청사 · 의정부시청 · 회룡 · 발곡 방면 |
| 하행 | ● 의정부 경전철 | 어룡 · 차량기지 임시승강장 방면                   |

승강장 번호는 없다.

## 역 주변
- 의정부 세관
- 송산 주공 1단지
- 의정부 보람병원
- 의정부문화원
- 낙양 물사랑공원
- 의정부우편집중국

## 인접한 역
| 의정부 경전철       | 의정부 경전철   | 의정부 경전철                      |
| ------------------- | --------------- | ---------------------------------- |
| U121 효자 발곡 방면 | ● 의정부 경전철 | U123 어룡 차량기지 임시승강장 방면 |